# 슈크럿 미탈리포브
슈크럿 미탈리포브(영어: Shoukhrat Mitalipov, 러시아어: Шухрат Музапарович Миталипов 슈흐라트 무자파로비치 미탈리포프[*], 1961년 ~ )는 카자흐스탄 태생 미국의 생물학자로 현재 오리건 보건 과학 대학교의 교수이다.
1961년 소련 카자흐 소비에트 사회주의 공화국 알마아타주에서 태어났다.
2013년 5월 세계 최초로 인간 체세포 핵 이식에 성공하였다. 원래 2005년 대한민국의 황우석이 성공했다고 주장했다가, 국제 과학계에서 부정된 연구분야이다.

## 같이 보기
- 체세포 핵 이식